# Chris Snell
Chris Snell (* 12. Mai 1971 in Regina, Saskatchewan) ist ein ehemaliger kanadischer Eishockeyspieler (Verteidiger), der während seiner Karriere unter anderem für die Toronto Maple Leafs und für die Los Angeles Kings aus der National Hockey League aktiv war.

## Karriere
Chris Snell startete seine Karriere 1988 bei den Ottawa 67’s in der kanadischen Juniorenliga Ontario Hockey League, für die er insgesamt drei Jahre spielte. In seiner letzten Saison in Ottawa spielte er seine beste Saison und erreichte mit dem Team das Halbfinale der Play-offs. 1991 wurde der Linksschütze von den Buffalo Sabres im NHL Entry Draft an insgesamt 145. Stelle gezogen. Im gleichen Jahr nahm er für sein Heimatland an der Junioren-Weltmeisterschaft teil. Zunächst spielte er zwei Jahre für die Rochester Americans aus der American Hockey League, dem damaligen Farmteam der Sabres, mit denen er 1993 das Finale um den Calder Cup erreichte. Zur Spielzeit 1993/94 transferierten ihn die Sabres zu den Toronto Maple Leafs, wo er erste Einsätze in der National Hockey League erhielt. Allerdings spielte er weiterhin – auch nach seinem Wechsel zu den Los Angeles Kings – hauptsächlich in den Minor Leagues.
1997 entschied sich Snell daher zu einem Wechsel nach Deutschland zu den Frankfurt Lions in die höchste deutsche Spielklasse, die Deutsche Eishockey Liga. Bereits in seiner ersten DEL-Saison überzeugte er durch seine hervorragenden Offensivqualitäten und wurde zu einem der Leistungsträger der Lions. Fünf Jahre, unterbrochen von einem Jahr beim Ligakonkurrenten Hannover Scorpions, spielte er für die Frankfurter. Größter Erfolg war dabei das Erreichen des Halbfinals in der Saison 1998/99. In der Vorrunde hatte er mit 22 Treffern einen neuen Torerekord für Verteidiger in der DEL aufgestellt, der erst 2007 von Jame Pollock eingestellt wurde. Zudem war Snell der erste Torschütze in der 1998 eröffneten Lanxess Arena. 2003 verließ er die Lions und beendete kurz darauf seine aktive Karriere.

## Erfolge und Auszeichnungen
| - 1990 OHL First All-Star Team - 1991 OHL First All-Star Team - 1991 Max Kaminsky Trophy - 1994 AHL First All-Star Team - 1994 Eddie Shore Award | - 1995 IHL First All-Star Team - 1997 IHL Second All-Star Team - 1999 Bester Verteidiger der DEL - 2002 Teilnahme am DEL All-Star Game |

### International
- 1991 Goldmedaille bei der Junioren-Weltmeisterschaft

## Karrierestatistik
(Legende zur Spielerstatistik: Sp oder GP = absolvierte Spiele; T oder G = erzielte Tore; V oder A = erzielte Assists; Pkt oder Pts = erzielte Scorerpunkte; SM oder PIM = erhaltene Strafminuten; +/− = Plus/Minus-Bilanz; PP = erzielte Überzahltore; SH = erzielte Unterzahltore; GW = erzielte Siegtore; 1 Play-downs/Relegation; Kursiv: Statistik nicht vollständig)